# Малайзийско-филиппинские отношения
Малайзийско-филиппинские отношения — двусторонние дипломатические отношения между Малайзией и Филиппинами.

## История
В 1959 году Филиппины установили дипломатические отношения с Малайзией, посольство было открыто в Куала-Лумпуре в 1961 году. После образования Малайзии в 1963 году Сабах был включён в её состав, и Филиппины разорвали дипломатические отношения с Малайзией. На встрече в Маниле представителями Индонезии, Малайзии и Филиппин было подписано Манильское соглашение, которое оговаривало условия самоопределения Сабаха, однако оно было впоследствии проигнорировано всеми подписантами. Дипломатические отношения между Филиппинами и Малайзией были восстановлены в 1989 году, но спор о статусе Северного Борнео всё ещё остаётся неурегулированным.

## Острова Спратли
Территория островов Спратли оспаривается сразу шестью государствами: Вьетнамом, Китаем, Тайванем, Малайзией, Филиппинами и Брунеем (перечислены по степени присутствия). Несмотря на свой крошечный размер, острова архипелага имеют важное значение с точки зрения присутствия в регионе. Кроме того, исследования говорят о наличии значительного количества нефти и газа. На островах нет постоянного населения, в настоящее время они используются как рыбопромысловый район.

## Экономические отношения
В 2013 году 109437 малайзийских туристов посетили Филиппины, а из Филиппин в Малайзии побывалo 403728 туристов. В 2015 году товарооборот между странами составил сумму 330,6 млн. долларов США. Экспорт Филиппин в Малайзию составил сумму 1,2 млрд долларов США, а импорт из Малайзии достиг 3,4 млрд долларов США. Малайзия поставляет на Филиппины следующие товары: электротехнику, пальмовое масло, механическое оборудование, приборы, металл, пищевые и химические продукты. Основным товаром импорта Малайзии с Филиппин являются природные ископаемые и сырье.
После землетрясения на Бохоле в 2013 году Малайзия выделила порядка 1,64 млн долларов в качестве помощи. В 2014 году Малайзия выделила 1,3 млн долларов для помощи Филиппинам после тайфуна Хайян.